# Foraminíferos bentónicos
Los foraminíferos bentónicos son todos aquellos foraminíferos que realizan su ciclo vital en los sedimentos. Según su distribución vertical son considerados como epifaunales (epibentónicos; si viven sobre el sedimento) o infaunales (endobentónicos; si viven dentro del sedimento).
Este grupo presenta fósiles claros durante el período Cámbrico temprano por lo que se considera que sus precursores ya se desarrollaron durante el Precámbrico tardío. Especímenes del Mioceno se encuentran también representados en secuencias sedimentarias de la Cuenca Salina del Istmo.
Su largo registro geológico ha convertido a este grupo en uno de los pilares fundamentales de los estudios que involucran reconstrucción oceánica. Permitiendo solucionar problemáticas sobre la historia climática del planeta.

## Sistemática de los foraminíferos bentónicos
Superfamilia Nodosariacea, Ehremberg, 1838 (Pérmico-Actualidad)
| Género                       | Rango                                  | Características |
| ---------------------------- | -------------------------------------- | --------------- |
| Ichthyolaria (Frondicularia) | Pérmico- Holoceno                      |                 |
| Nodosaria                    | Pérmico - Holoceno                     | cosmopolita     |
| Dentalina                    | Pérmico - Holoceno                     | cosmopolita     |
| Pseudonodosaria              | Pérmico - Holoceno                     | cosmopolita     |
| Lingulina                    | Pérmico - Holoceno                     | cosmopolita     |
| Marginulina                  | Triásico - Holoceno                    | cosmopolita     |
| Astacolus                    | Pérmico - Holoceno habitan en la arena |                 |
| Vaginulina                   | Triásico - Holoceno                    | cosmopolita     |
| Amphicoryna                  | Mioceno - Holoceno                     |                 |
| Citharina                    | Jur. inf. - Paleoceno                  | cosmopolita     |
| Neoflabellina                | Cret. sup. - Paleoceno                 | cosmopolita     |
| Lagena                       | Jurásico - Holoceno                    | cosmopolita     |
| Lenticulina                  | Triásico - Holoceno                    | cosmopolita     |
| Saracenaria                  | Jurásico - Holoceno                    | cosmopolita     |
| Frondicularia                | Pérmico- Holoceno                      |                 |
| Oolina                       | Jurásico - Holoceno                    | cosmopolita     |
| Fissurina                    | Cretácico - Holoceno                   | cosmopolita     |
| Polymorphina                 | Paleoceno - Holoceno                   | cosmopolita     |
| Guttulina                    | Jurásico - Holoceno                    | cosmopolita     |
| Gladulina                    | Paleoceno - Holoceno                   | cosmopolita     |